# Kortrijk Weide
Kortrijk Weide is een wijk in Kortrijk deels gebouwd op de oude goederenloods van de NMBS. Kortrijk Weide verwijst naar de bleekweiden die hier vroeger aanwezig waren. De wijk sluit onmiddellijk aan op de oude stadskern en vormt er de westelijke begrenzing van. Dwars door deze nieuwe stadswijk loop de Burgemeester Lambrechtlaan, het nieuwe onderdeel van de westelijke stadsring R36 die aangelegd werd om de Beheerstraat en Noordstraat te ontlasten van het toenemende autoverkeer in de binnenstad. Deze laan loopt over de nieuwe Ronde van Vlaanderenbrug. 
Kortrijk Weide strekt zich van noord naar zuid uit van de Meensesteenweg tot de Appel en van oost naar west van de as Noord-Beheerstraat tot de spoorlijnen Kortrijk-Brugge en Kortrijk-Poperinge. In de jaren 2000 en 2010 werd een nieuwe stadswijk ontwikkeld op de gronden van het voormalige spoorwegstation Kortrijk-Weide.

## Stadsontwikkelingsproject Kortrijk Weide
Op de terreinen van het station Kortrijk-Weide, een gebied van zo'n 6 hectare, werd de in 2000-2010 een nieuwe stadsdeel ontwikkeld.

### Opzet en situering
Tussen de NMBS en de Stad Kortrijk werd in 2001 een studiesyndicaat opgericht met als doel een realistisch en attractief ontwikkelingsplan uit te werken voor de site Kortrijk-Weide. Het gevraagde programma bestond uit de inplanting van zo'n 120 woningen (ca. 24.000 m²), een politiekantoor, een parking van 500 plaatsen en een nieuw evenementenplein. Een extra te onderzoeken programma was een fuifzaal voor 600 personen, extra kantooraanbod, kleinschalige handel et cetera.
Vanuit dit programma werd een stadsontwerp opgemaakt door Stéphane Beel Architecten. Het plan gaat uit van maximale densiteit aan gebouwen, buitenruimtes en programma om op die manier de sterkste aanvulling te vormen op de binnenstad met haar eenduidige invulling met gesloten bouwblokken. De vier belangrijkste elementen die gebruikt worden om deze doelstelling te realiseren zijn buitenruimte, ontsluiting, bouwlocaties en parking.
Het terrein wordt topografisch in twee zones verdeeld, met name een lager gelegen zone die aansluit op de Leie en een hoger gelegen deel dat aansluit op de Magdalenastraat. De gevraagde parking met 500 plaatsen wordt verdeeld in twee stukken met telkens 250 plaatsen.
De bebouwing van Kortrijk Weide wordt verdeeld over vier verschillende bouwlocaties met elk een uitgesproken eigen karakter:
- omheen de Leieboorden een gebied met woontorens
- een park met losse woongebouwen
- de Belvedèrezone voor grootschalige programma's
- de Magdalenawijk met een eigen stedelijk weefsel

### Infrastructuurwerken
Om het nieuwe gebied toegankelijk én het openbaar domein aangenamer te maken vonden reeds talrijke werken plaats:
- Als belangrijkste nieuwe ader die het gebied van noord naar zuid doorkruist werd het westelijke deel van de kleine stadsring verlegd naar het Westerkwartier. Deze nieuwe laan, de Burgemeester Lambrechtlaan, werd aangelegd werd ter verlichting van de overbelaste as Noordstraat-Beheerstraat. De aanleg van de Burgemeester Lambrechtlaan startte op 3 oktober 2005. De nieuwe laan kreeg twee rijstroken met aan weerszijden smalle 'ventwegen' voor het plaatselijk verkeer en vrijliggende fietspaden. Aan de kant van de wijk Overleie eindigt de nieuwe westelijke ring op een nieuwe rotonde op de Meensesteenweg tussen de Meensepoort en het Guldensporenstadion van KV Kortrijk. Aan het andere uiteinde loopt de laan naar het knooppunt Appel waar een kluifrotonde werd aangelegd. Alles wat met de Westelijke Ring heeft te maken, kost 11,9 miljoen euro. De opening van de volledige Westelijke Ring vond plaats in 2007.
- Om de verbinding voor de zwakke weggebruikers tussen de binnenstad en de Magdalenawijk en Marke niet te bemoeilijken door de aanleg van de drukke Burgemeester Lambrechtlaan, werd tegelijkertijd ook een nieuwe voetgangers- en fietserstunnel onder deze laan aangelegd in het verlengde van de Burgemeester Nolfstraat.
- Binnen het kader van de Leiewerken werden de rivier de Leie niet alleen rechtgetrokken en verbreed, maar werden er tegens aangename nieuwe wandelpromenades aangelegd langs beide oevers. Daarnaast werden in dit stadsdeel ook twee nieuwe bruggen gebouwd: de Noordbrug, een tuikabelbrug, en de Ronde van Vlaanderenbrug. Bij de verdere ontwikkeling van het Westerkwartier zal er op de rechteroever nabij de Ronde van Vlaanderenbrug tevens een nieuw stadspark aangelegd worden langsheen de Leieoevers (in navolging van het Koning Albertpark nabij de Groeningebrug).

### Projecten
- In Kortrijk Weide bevindt zich het nieuwe Gerechtsgebouw, een ontwerp van architect Stéphane Beel. Op het achterliggende perceel komt mogelijk een uitbreiding voor de gerechtsdiensten.
- Aan de westelijke zijde van de Burgemeester Lambrechtlaan wordt een nieuw politiekantoor gebouwd voor de lokale en de federale politie van de politiezone VLAS. Het ontwerp van het nieuwe gebouw, dat verkozen werd na een architectuurwedstrijd, is van de hand van het Brusselse bureau van Xaveer de Gheyter.
- Langs de Leieoevers werd het nieuwe Nelson Mandelapark, een ecologisch stadspark, aangelegd.
- De Hogeschool West-Vlaanderen maakte eind 2010 bekend dat ze langsheen de Burgemeester Lambrechtlaan in het Westerkwartier een nieuwe faculteit zullen bouwen. Een voormalige textielblekerij zal de volgende twee jaar worden omgetoverd tot een modern 3D competentiecentrum. Het gebouw zal gebruikt worden door de leerlingen van de opleiding digital arts en entertainment, maar ook bedrijfjes zullen er terechtkunnen.[1]
- In 2019 opende aan het Nelson Mandelaplein een nieuw olympisch zwembad met subtropisch zwemparadijs.

Belgische gemeenten · Arrondissement Kortrijk · West-Vlaanderen · Vlaanderen